# 富蘭克林 (緬因州)
富蘭克林（英語：Franklin）是一個位於美國緬因州漢考克縣的市鎮。

## 人口
根據2020年美國人口普查的數據，富蘭克林的面積為107.30平方千米，當中陸地面積為94.41平方千米，而水域面積為12.89平方千米。當地共有人口1567人，而人口密度為每平方千米15人。